# Hermann Daiss
Hermann Daiss (2 de diciembre de 1941-16 de noviembre de 2020) es un botánico alemán, trabajando extensamente con el género Ophrys de la familia orquídeas.

## Algunas publicaciones
- hermann Daiss, helga Daiss. 1996. Orchideen um die Majella (Abruzzen, Italien). Jour. Eur. Orch. 28: 603-640

### Libros
- hermann Daiss, manfred Hennecke. 1988. Orchideen im Rems-Murr-Kreis. Editor Natur-Rems-Murr-Verl. 64 pp.